# День астрономии
День астрономии (Международный день астрономии, МДА) — праздник энтузиастов, чьи увлечения связаны с астрономией — одной из старейших научных дисциплин.
- Весенний День астрономии обычно отмечается в субботу — в период с середины апреля до середины мая, вблизи 1-й четверти Луны или перед ней.
- Осенний День астрономии также отмечается в субботу, вблизи фазы 1-й четверти Луны или перед ней, с середины сентября до середины октября[1]

.

## История праздника
Международный день астрономии (англ. Astronomy Day) появился в Соединённых Штатах Америки в 1973 году под девизом: «Несущие Астрономию людям». Однако еще с начала XIX века любители астрономии под патронажем объединяющих их астрономических клубов и кружков относительно регулярно устраивали массовые показы звездного неба с целью популяризации этой науки. Астрономы старались приурочить свои мероприятия к различным астрономическим событиям (затмениям Луны или затмениям Солнца, появлениям комет, соединениям планет и метеорным потокам и т. д.).
Годом рождения праздника считают 1973-й, так как именно тогда идея более упорядоченного подхода к подобным показам, которую сформулировал Дуглас Бергер, была впервые осуществлена в США на практике. Эта дата быстро прижилась в астрономических кругах. 
В 2007 году был добавлен осенний день астрономии. Он также приходится на субботу, в районе фазы первой четверти луны, с середины сентября по середину октября.
Теперь, как правило, этот праздник отмечается людьми, увлекающихся наукой о строении, свойствах, происхождении и развитии небесных тел и их систем (вплоть до Вселенной в целом) в субботу, когда Луна имеет фазу вблизи 1-й четверти, приходящийся на интервал с середины апреля до середины мая. Так, в 2009 году, который был объявлен Международным астрономическим союзом и ЮНЕСКО «Международным годом астрономии», эта дата попала на 2 мая по григорианскому календарю.

## Даты МДА
| Год  | День астрономии | 1-я четверть Луны |
| ---- | --------------- | ----------------- |
| 2005 | 16 апреля       | 16 апреля         |
| 2006 | 6 мая           | 5 мая             |
| 2007 | 21 апреля       | 24 апреля         |
| 2008 | 10 мая          | 12 мая            |
| 2009 | 2 мая           | 1 мая             |
| 2010 | 24 апреля       | 21 апреля         |
| 2010 | 16 октября      | 14 октября        |
| 2011 | 7 мая           | 11 мая            |
| 2012 | 28 апреля       | 29 апреля         |
| 2013 | 20 апреля       | 18 апреля         |
| 2014 | 10 мая          | 7 мая             |
| 2015 | 25 апреля       | 26 апреля         |
| 2016 | 14 мая          | 13 мая            |
| 2016 | 8 октября       | 9 октября         |
| 2017 | 29 апреля       | 3 мая             |
| 2017 | 30 сентября     | 27 сентября       |
| 2018 | 21 апреля       | 22 апреля         |
| 2018 | 13 октября      | 16 октября        |
| 2019 | 11 мая          | 11 мая            |
| 2019 | 5 октября       | 5 октября         |
| 2020 | 2 мая           | 30 апреля         |
| 2020 | 26 сентября     | 23 сентября       |
| 2021 | 15 мая          | 19 мая            |
| 2021 | 9 октября       | 12 октября        |
| 2022 | 7 мая           | 8 мая             |
| 2022 | 1 октября       | 2 октября         |
| 2023 | 29 апреля       | 27 апреля         |
| 2023 | 23 сентября     | 22 сентября       |
| 2024 | 18 мая          | 15 мая            |
| 2024 | 12 октября      | 10 октября        |
| 2025 | 3 мая           | 4 мая             |
| 2025 | 27 сентября     | 29 сентября       |